# Henri Garnier
Henri Garnier (Feschaux, 19 ottobre 1908 – Falmagne, 4 gennaio 2003) è stato un ciclista su strada belga.
Professionista dal 1932 al 1939 vinse il Tour de Suisse 1936

## Carriera
I suoi risultati migliori li ottenne al Tour de Suisse. Nella corsa a tappa elvetica riuscì ad ottenere le uniche due vittorie della sua carriera professionistica aggiudicandosi, nel 1936, la vittoria della prima tappa, precedendo di otto secondi il compagno Alfons Deloor, e non cedendo più la vetta della classifica generale. Tuttavia Garnier costruì il successo nella generale nella seconda frazione, quando andò in fuga e giunse assieme all'italiano Augusto Introzzi con un vantaggio di oltre otto minuti sul resto dei partecipanti. 
Sempre al Tour de Suisse fu settimo nel 1934 e terzo nel 1935.
Anche al Giro del Belgio ottenne buoni risultati. Nell'edizione del 1935 fu secondo a poco più di due minuti dal connazionale Jef Moerenhout, mentre in quella del 1936 quarto.
Nel 1937 ottenne gli ultimi risultati significativi nelle classiche delle Ardenne, giungendo settimo alla Liegi-Bastogne-Liegi ed ottavo alla Freccia Vallone. Si ritirò quella stessa stagione a seguito di una brutta caduta sul Passo del San Gottardo mentre partecipava al suo quarto Tour de Suisse.
Dopo il ritiro si diede all'attività di contadino; era sposato con Emilie Warin da cui ha avuto sei figlie ed un figlio, Daniel, che provò anch'egli la carriera ciclistica.

## Palmarès
- 1930 (Junior, una vittoria)

Grand Prix de la Métallurgie des Ardennes à Charleville
- 1936 (Allegro/France Sport, due vittorie)

1ª tappa Tour de Suisse (Zurigo > Davos)
Classifica generale Tour de Suisse

### Altri successi
- 1932 (Indipendenti)

Criterium di Givet
Criterium di Châtelet
Criterium di Jodoigne
Criterium di Bastogne
- 1936 (Allegro/France Sport, una vittoria)

Classifica scalatori Tour de Suisse

## Piazzamenti

### Grandi giri
- Tour de France

1935: ritirato (alla 9ª tappa)

### Classifica generale
- Parigi-Roubaix

1934: 36º
1937: 51º
- Liegi-Bastogne-Liegi

1937: 7º